# Estádio Anastácio Antônio de Castro
O Anastácio Antônio de Castro, apelidado de Municipal é um estádio de futebol localizado na cidade de Casa Nova, estado da Bahia, ele pertence a prefeitura e possui capacidade para 1.500 espectadores.